# Cerkiew Świętych Kosmy i Damiana w Nabierieżnych Czełnach
Cerkiew Świętych Kosmy i Damiana w Nabierieżnych Czełnach (ros. Храм Космы и Дамиана – trb. Chram Kosmy i Damiana; tatar. Косма һәм Дамиан чиркәве – trl. Kosma ḥa̋m Damian čirka̋ve) – parafialna cerkiew przynależąca do eparchii kazańskiej Rosyjskiego Kościoła Prawosławnego, znajdująca się w mieście Nabierieżnyje Czełny w Tatarstanie, w Rosji. Budynek wpisany jest do rejestru obiektów dziedzictwa kulturowego narodów Federacji Rosyjskiej o znaczeniu regionalnym.

## Historia
Drewniana cerkiew w niewielkiej, położonej nad będącą dopływem Kamy rzeką Czełną, wsi Orłowka (współcześnie osiedle w granicach Nabierieżnych Czełn) istniała już pod koniec XVIII wieku. W 1844 roku świątynia spłonęła, a w jej miejscu w 1854 roku (lub już w 1845 roku) rozpoczęto budowę nowego obiektu, którego fundatorem był kupiec Iwan Iwanowicz Stachiejew z Jełabugi.
Budowę nowej świątyni zakończono w 1859 roku. Średniej wielkości kamienna cerkiew wykonana została według wzorcowego projektu architekta Konstantina Thona w stylu bizantyjsko-rosyjskim – bowiem za czasów panującego wówczas cesarza Mikołaja I projekty w innych stylach architektonicznych nie były zatwierdzane przez władze. 14 listopada tego roku świątynia została konsekrowana i przyjęła wezwanie św. Kosmy i św. Damiana.
W 1939 roku świątynia została zamknięta i przez długie lata służyła jako magazyn do przechowywania zboża oraz środków ochrony roślin. W kwietniu 1985 roku rozporządzeniem Rady Ministrów Tatarskiej ASRR obiekt został wpisany na listę zabytków architektury o znaczeniu lokalnym miasta Breżniewa (ówczesna nazwa Nabierieżnych Czełn). Na początku lat 90. XX wieku budynek cerkwi zwrócono eparchii kazańskiej Rosyjskiego Kościoła Prawosławnego, a w latach 1990–1992 miał miejsce remont obiektu według projektu czełnińskiego architekta Markiza Basyrowa. W ramach prac restauratorskich istniejące motywy neorosyjskie połączono z elementami eklektycznymi, wokół świątyni stworzono zaś zespół obejmujący ogrodzenie z bramami, kaplice i pawilony. Całość po ukończeniu prac wpisano w kwietniu 1993 roku do rejestru zabytków historycznych i kulturowych o znaczeniu republikańskim Republiki Tatarstanu.
Cerkiew Świętych Kosmy i Damiana jest najstarszym budynkiem miasta Nabierieżnyje Czełny.

## Architektura
Budynek o tradycyjnej kompozycji osiowo-symetrycznej, bezkolumnowy, z cebulastą kopułą spoczywającą na cylindrycznym bębnie ozdobionym ostrzami w szerokich filarach między łukowatymi otworami okiennymi. Bęben z kolei spoczywa na czworobocznej bryle centralnej o zaokrąglonych narożach. Wejścia do cerkwi w niskich kruchtach. Nad wejściami znajdują się trzy łukowate otwory okienne. Filary ozdobione są stylizowanymi pilastrami, których części kapitelowe służą jako imposty dla profili w kształcie stępek. Attykę zdobi niewysoki szczyt. Wąski refektarz ma długość pięciu otworów okiennych, zaś nad głównym wejściem do świątyni znajduje się trójkondygnacyjna dzwonnica kryta ośmiobocznym dachem namiotowym z jednym rzędem lukarn, również o stępkowym profilowaniu.

## Galeria

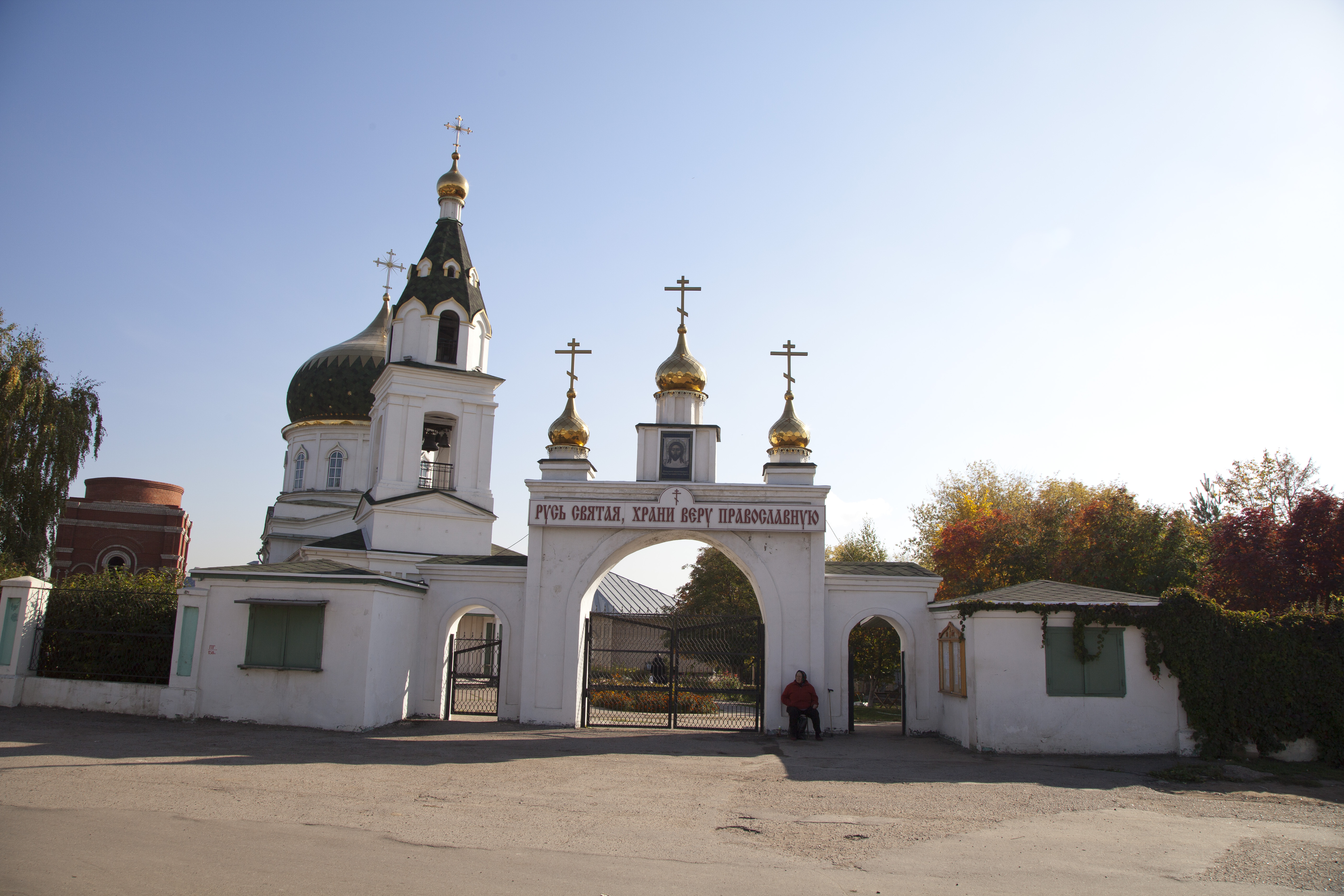
Wejście na teren zespołu cerkwi Świętych Kosmy i Damiana w Nabierieżnych Czełnach (2012)
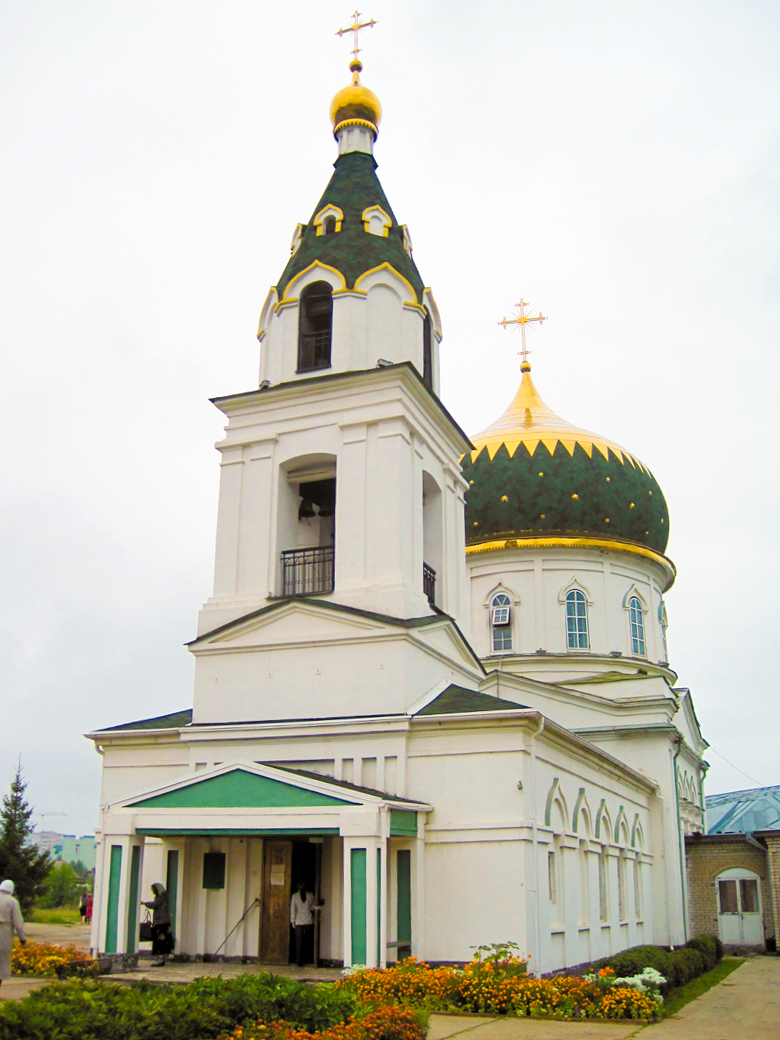
Cerkiew widziana od strony wejścia głównego (2021)
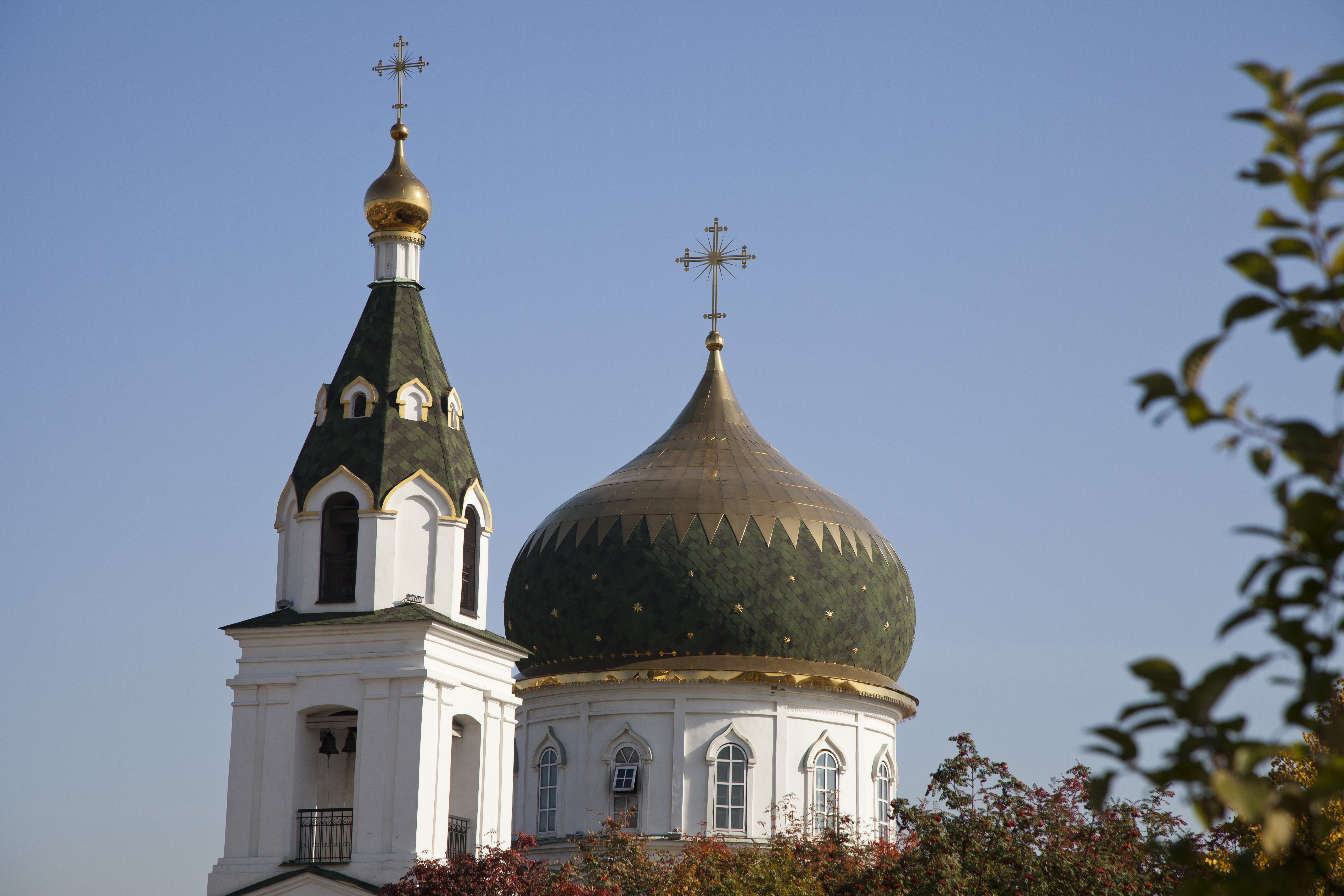
Kopuła i dzwonnica świątyni (2012)
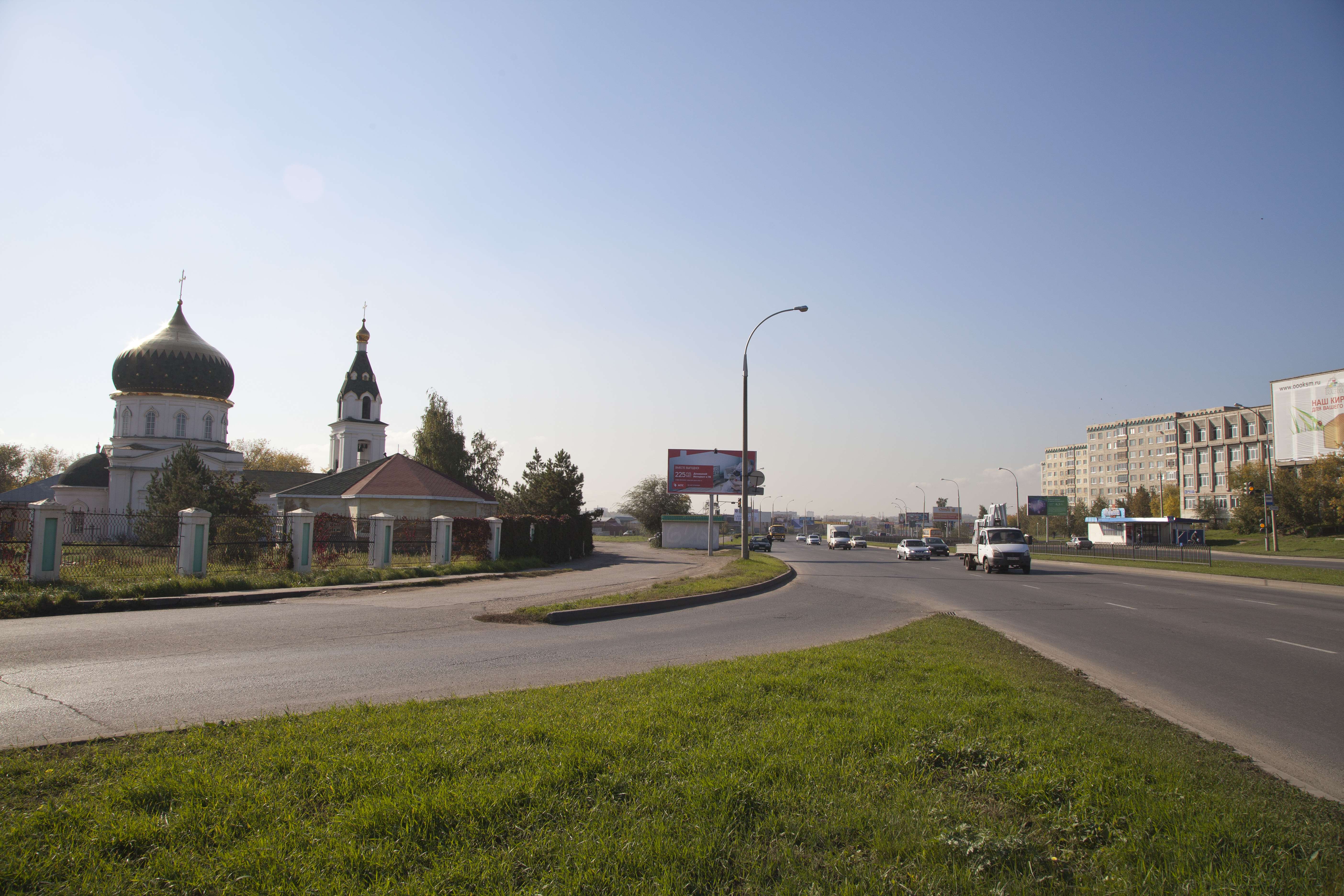
Prospekt Nabierieżnoczełninskij z cerkwią widoczną po lewej (2012)